# Orchestina vainuia
Orchestina vainuia là một loài nhện trong họ Oonopidae.
Loài này thuộc chi Orchestina. Orchestina vainuia được Brian J. Marples miêu tả năm 1955.